# Us (canção)
"Us" é uma canção da cantora norte-americana Jennifer Lopez. Foi composta e produzida por Poo Bear e Skrillex. Foi lançada como single nas plataformas digitais em 2 de fevereiro de 2018 pelas gravadoras Nuyorican e Epic.

## Faixas e formatos
| Download digital / Streaming |        |         |  |
| N.º                          | Título | Duração |  |
| 1.                           | "Us"   | 3:13    |  |

## Desempenho
| Tabela musical (2018)                    | Melhor posição |
| ---------------------------------------- | -------------- |
| Canadá Digital Song Sales (Billboard)    | 28             |
| Finlândia Digital Song Sales (Billboard) | 5              |

## Créditos
Créditos adaptados do Tidal.
- Jennifer Lopez – vocais
- Jason Boyd – compositor
- Sonny John Moore – compositor
- Poo Bear – produtor
- Skrillex – produtor
- Josh Gudwin – engenheiro de mixagem
- Michelle Mancini – engenheiro de masterização
- Trevor Muzzy – engenheiro de gravação

## Histórico de lançamento
| País  | Data               | Formato(s)                 | Gravadora        | Ref.  |
| ----- | ------------------ | -------------------------- | ---------------- | ----- |
| Mundo | 17 de maio de 2018 | Download digital streaming | Nuyorican / Epic | [ 1 ] |